# Sekrety Serca
Sekrety Serca – miesięcznik należący do gatunku prasy kobiecej, wydawany od maja 1996 r.  przez Axel Springer Polska, następnie od 2007 r. przez Marquard Media Polska, obecnie od listopada 2009 r. wydawcą miesięcznika Sekrety Serca jest Edipresse Polska 